# Marco Trungelliti
Marco Trungelliti (Santiago del Estero, 31 de gener de 1990) és un tennista professional argentí.